# Nahaczów (gmina)
Nahaczów – dawna gmina wiejska w powiecie jaworowskim województwa lwowskiego II Rzeczypospolitej. Siedzibą władz gminy był Nahaczów.
Gminę utworzono 1 sierpnia 1934 r. w ramach reformy na podstawie ustawy scaleniowej z dotychczasowych gmin wiejskich: Czernilawa, Drohomyśl, Huki, Kłonice, Kochanówka, Nahaczów, Semerówka, Wilcza Góra i Lipowiec.
Zniesiona wraz z atakiem ZSRR na Polskę w 1939 roku. Pod okupacją niemiecką (1941–1945) nie reaktywowana, wchodząc w skład nowo utworzonych gmin Krakowiec (Kochanówka (z Hukami) i Jaworów (gromady Czernilawa i Semerówka) oraz gminy Wielkie Oczy (gromady Drohomyśl, Kłonice, Lipina, Lipowiec, Nahaczów, Poruby i Wilcza Góra).
Po wojnie obszar gminy został odłączony od Polski i włączony do Ukraińskiej SRR, oprócz północno-zachodniego pasma z Majdanem Lipowieckim, który został w Polsce i wszedł w skład gromady Łukawiec w gminie Wielkie Oczy w powiecie lubaczowskim.